# 小行星6691
小行星6691（6691 Trussoni）是一颗围绕太阳公转的小行星。1984年2月26日，亨利·德波鸿诺在拉西拉天文台发现了此天体。
这颗小行星的绝对星等为290.9746752209936等。